# Ryssnässläkten
Ryssnässläkten är en svensk bondesläkt som finns dokumenterad från tidigt 1600-tal. Släkten har sitt ursprung i Ryssnäs strax väster om Borås och har idag cirka 23 000 medlemmar, varav 16 000 är i livet. Större delen av släkten är fortfarande bosatt i och i närheten av Borås, men delar finns även utspridda över resten av Sverige och hela världen, då inte minst i Amerika. De bördiga åkermarkerna i Ryssnäs och Viared har till stora delar brukats av Ryssnässläktens medlemmar ända fram tills området gjordes om till Viareds industriområde.
Särskilt drivande i att släkten dokumenterats och uppmärksammats var folkskolläraren och släktforskaren Frans A. Hall (1876-1930) som år 1903 grundade släktföreningen och gav ut en släktförteckning. Arbetet fortsattes sedan av hans dotter lärarinnan Alfhild Bergqvist. Sedermera antogs även en vapensköld för släkten. När släktföreningen fyllde 100 år 2003 uppskattades släkten omfatta 22 800 personer, varav 16 000 levde och runt 10 000 fortfarande bodde i Borås.
Den 27 juni 1943 hölls ett släktmöte vid Viareds församlingshem där runt 500 personer närvarade. Detta blev starten på återkommande stora släktmöten ungefär vart 3-5 år. Dessa brukade under 1940- och 1950-talen generera viss medieuppmärksamhet.

## Släktförteckning
Folkskollärare Frans A. Hall sammanställde 1903 en släktförteckning med titeln Ryssnässlägten. Den har sedan utkommit med uppdaterade utgåvor:
- Släktförteckning, 1939, omarbetad av Alfhild Bergqvist.
- Ryssnässläkten : släktförteckning, tredje upplagan 1960, omarbetad av Alfhild Bergqvist.
- Ryssnässläkten : släktförteckning, tre volymer 1982, 1986 och 1988, omarbetad av Alfhild Bergqvist.
- Ryssnässläkten 2003, två band, 2003.